# Regierung Costello I
Die Regierung Costello I war die 5. Regierung der Republik Irland, sie amtierte vom 18. Februar 1948 bis zum 7. Mai 1951.
Die seit 1932 regierende Fianna Fáil büßte bei der Parlamentswahl am 4. Februar 1948 8 Sitze ein, blieb aber stärkste Partei. Es bildete sich eine große Koalition aus Fine Gael (FG), Labour Party (ILP), National Labour Party (NLP), Clann na Poblachta (CnP) und Clann na Talmhan (CnT). Da mehrere Koalitionspartner Richard Mulcahy, den Vorsitzenden der Fine Gael, als Regierungschef ablehnten, wurde John A. Costello (FG) am 18. Februar 1948 mit 75 gegen 68 Stimmen  vom Dáil Éireann (Unterhaus des irischen Parlaments) zum Taoiseach (Ministerpräsident) gewählt. Der Taoiseach, seine Minister und die vom Regierungschef nominierten Staatssekretäre wurden am selben Tag von Staatspräsidenten Seán Ó Ceallaigh ernannt.
Nach dem Rücktritt von Gesundheitsminister Noel Browne entzogen einige Abgeordnete der Regierung ihre Unterstützung. Daraufhin kam es zur vorgezogenen Parlamentswahl am 30. Mai 1951. Fianna Fáil wurde erneut stärkste Partei und bildete mit Unterstützung einiger Unabhängiger die nächste Regierung.

## Zusammensetzung
| Minister | Minister                         | Minister   | Minister         | Minister | Minister       |
| Amt | Name                             | Partei     | Amtszeit         | Amtszeit | Amtszeit       |
| --- | -------------------------------- | ---------- | ---------------- | -------- | -------------- |
| Taoiseach (Ministerpräsident)                                                                               | John A. Costello                 | FG         | 18. Februar 1948 | –        | 07. Mai 1951   |
| Tánaiste (Vizeministerpräsident)                                                                            | William Norton                   | ILP        | 18. Februar 1948 | –        | 07. Mai 1951   |
| Außenminister                                                                                               | Seán MacBride                    | CnP        | 18. Februar 1948 | –        | 07. Mai 1951   |
| Bildungsminister                                                                                            | Richard Mulcahy                  | FG         | 18. Februar 1948 | –        | 07. Mai 1951   |
| Finanzminister                                                                                              | Patrick McGilligan               | FG         | 18. Februar 1948 | –        | 07. Mai 1951   |
| Gesundheitsminister                                                                                         | Noel Browne                      | CnP        | 18. Februar 1948 | –        | 12. April 1951 |
| Gesundheitsminister                                                                                         | John A. Costello (kommissarisch) | FG         | 12. April 1951   | –        | 07. Mai 1951   |
| Minister für Industrie und Handel                                                                           | Daniel Morrissey                 | FG         | 18. Februar 1948 | –        | 07. März 1951  |
| Minister für Industrie und Handel                                                                           | Thomas F. O’Higgins              | FG         | 7. März 1951     | –        | 07. Mai 1951   |
| Justizminister                                                                                              | Seán Mac Eoin                    | FG         | 18. Februar 1948 | –        | 07. März 1951  |
| Justizminister                                                                                              | Daniel Morrissey                 | FG         | 7. März 1951     | –        | 07. Mai 1951   |
| Landminister                                                                                                | Joseph Blowick                   | CnT        | 18. Februar 1948 | –        | 07. Mai 1951   |
| Landwirtschaftsminister                                                                                     | James Dillon                     | unabhängig | 18. Februar 1948 | –        | 07. Mai 1951   |
| Minister für lokale Verwaltung                                                                              | Timothy J. Murphy                | ILP        | 18. Februar 1948 | –        | 29. April 1949 |
| Minister für lokale Verwaltung                                                                              | William Norton (kommissarisch)   | ILP        | 3. Mai 1949      | –        | 11. Mai 1949   |
| Minister für lokale Verwaltung                                                                              | Michael Keyes                    | ILP        | 11. Mai 1949     | –        | 07. Mai 1951   |
| Minister für Post und Telegraphie                                                                           | James Everett                    | NLP/ILP    | 18. Februar 1948 | –        | 07. Mai 1951   |
| Sozialminister                                                                                              | William Norton                   | ILP        | 18. Februar 1948 | –        | 07. Mai 1951   |
| Verteidigungsminister                                                                                       | Thomas F. O’Higgins              | FG         | 18. Februar 1948 | –        | 07. März 1951  |
| Verteidigungsminister                                                                                       | Seán Mac Eoin                    | FG         | 7. März 1951     | –        | 07. Mai 1951   |
| Staatssekretäre                                                                                             |                                  |            |                  |          |                |
| Amt | Name                             | Partei     | Amtszeit         | Amtszeit | Amtszeit       |
| Parlamentarischer Sekretär beim Taoiseach Parlamentarischer Sekretär beim Minister für Industrie und Handel | Liam Cosgrave                    | FG         | 18. Februar 1948 | –        | 07. Mai 1951   |
| Parlamentarischer Sekretär beim Finanzminister                                                              | Michael Donnellan                | CnT        | 18. Februar 1948 | –        | 07. Mai 1951   |
| Parlamentarischer Sekretär beim Minister für lokale Verwaltung                                              | Brendan Corish                   | ILP        | 18. Februar 1948 | –        | 07. Mai 1951   |
| Parlamentarischer Sekretär beim Verteidigungsminister                                                       | Brendan Corish                   | ILP        | 27. Februar 1948 | –        | 07. Mai 1951   |

## Umbesetzungen
Brendan Corish, parlamentarischer Sekretär beim Minister für lokale Verwaltung, wurde am 27. Februar 1948 zusätzlich parlamentarischer Sekretär beim Verteidigungsminister.
Der Minister für lokale Verwaltung Timothy J. Murphy starb am 29. April 1949. Sein Ministerium übernahm kommissarisch ab 3. Mai Tánaiste William Norton. Am 11. Mai wurde Michael Keyes Minister für lokale Verwaltung.
Am 5. März 1951 kam es zu einer Kabinettsumbesetzung. Verteidigungsminister Thomas F. O’Higgins übernahm das Ministerium für Industrie und Handel, Justizminister Seán Mac Eoin erhielt das Verteidigungsressort und der Minister für Industrie und Handel Daniel Morrissey wechselte ins Justizministerium.
Nachdem das Mother and Child Scheme, die kostenlose Gesundheitsversorgung für Mütter und Kinder unter 16, an dem Widerstand der katholischen Kirche scheiterte und er den Rückhalt seiner eigenen Partei verlor, trat Gesundheitsminister Noel Browne am 11. April 1951 zurück. Das Gesundheitsministerium wurde kommissarisch von Regierungschef Costello übernommen.